# Youri Tielemans
Youri Tielemans (* 7. května 1997 Sint-Pieters-Leeuw) je belgický profesionální fotbalista, který hraje na pozici středního záložníka za anglický klub Aston Villa FC a za belgický národní tým.

## Klubová kariéra

### Anderlecht
Tielemans je odchovancem RSC Anderlecht, v jehož dresu také debutoval v roce 2013 v profesionálním fotbale. S týmem získal mj. dvakrát belgický titul. Během ročníku 2016/17 vstřelil ve všech soutěžích 18 gólů a řekl si tím o přestup do ambiciózního Monaca.

### AS Monaco
V létě 2017 přestoupil za 25 milionů eur do AS Monaco hrajícího francouzskou ligu, přičemž o něj usiloval i anglický Manchester United FC. V knížecím celku se však Tielemans neprosadil podle představ, načež ve druhé polovině uplynulého ročníku hostoval v Leicesteru City. Opačným směrem putoval Portugalec Adrien Silva.

### Leicester City
Po půlročním hostování v anglickém klubu se dne 8. července 2019 rozhodl přestoupil za 45 milionů € do Leicesteru City natrvalo.
Tielemans opustil Leicester po sezóně 2022/23, kdy Lišky sestoupily z Premier League. Belgický záložník v anglickém celku strávil čtyři a půl roku a patřil do základní sestavy. Celkem za něj odehrál 195 zápasů a nastřílel 28 branek, v létě 2023 mu skončila smlouva a oznámil, že novou nepodepíše.

### Aston Villa
Tielemans po odchodu z Leicesteru City zůstal v Premier League, belgický reprezentant se totiž jako volný hráč připojil k Aston Ville.

## Reprezentační kariéra
Youri Tielemans byl členem belgických mládežnických reprezentací U15, U16 a U21.
V A-mužstvu Belgie debutoval 9. 11. 2016 v přátelském utkání v Amsterdamu proti domácí reprezentaci Nizozemska (remíza 1:1).